# Selaginella microphylla
Selaginella microphylla là một loài dương xỉ trong họ Selaginellaceae. Loài này được Kunth Spring mô tả khoa học đầu tiên năm 1843.